# Кыдзьрасъю
Кыдзьрасъю — река в России, протекает по Республике Коми. Приток Печоры, впадает в протоку Мога-Шар (Нялта-Шар). Длина реки составляет 47 км.

## Данные водного реестра
По данным государственного водного реестра России относится к Двинско-Печорскому бассейновому округу, водохозяйственный участок реки — Печора от впадения реки Уса до водомерного поста Усть-Цильма, речной подбассейн реки — бассейны притоков Печоры ниже впадения Усы. Речной бассейн реки — Печора.
Код объекта в государственном водном реестре — 03050300112103000074703.